# فرودگاه سهوا شریف
فرودگاه سهواً شریف (به انگلیسی: Sehwan Sharif Airport) یک فرودگاه همگانی با کد یاتا SYW است . این فرودگاه در شهر سیهون کشور پاکستان قرار دارد .